# Renaissance de l'eau-forte
La renaissance de l'eau-forte couvre une période dans l'histoire de l'art qui va de 1850 à 1930, caractérisée par un intérêt croissant des créateurs, marchands, collectionneurs, pour le procédé de l'eau-forte et les représentations originales — par opposition à la gravure de reproduction — qui en découlent sous la forme d'estampes.

## Histoire
L'eau-forte est un procédé de gravure en taille-douce sur métal qui, avec la pointe sèche, remonte à la fin du XVe siècle. Durant près de trois siècles, elle permit de produire de nombreuses images originales ou d'interprétation, et de les diffuser à une centaine d'exemplaires chacune. Le sommet de cet art est sans doute atteint par les estampes conçues par Rembrandt et Piranèse, respectivement au XVIIe et au XVIIIe siècle. Avec l'introduction de la lithographie au tout début du XIXe siècle, le procédé connaît une éclipse, tandis que, de son côté, la xylographie et le burin permettent de produire rapidement et à moindre coût des images destinées aux périodiques (comme les journaux et fascicules illustrés), ou aux ouvrages de littérature populaire, et ce, à une époque où la presse et la mécanisation sont en plein essor. Même si la lithographie permet bientôt l'emploi de la couleur selon un procédé assez laborieux et lourd, l'eau-forte va demeurer l'endroit de production de représentations originales, regardé comme un procédé moins utilitaire, dont vont s'emparer à nouveau les peintres entre 1830 et 1850, face aux productions plus commerciales. Ils l'investissent car ils y trouvent les moyens d'une expression, d'un geste, d'un crayon, plus libres et singuliers : ce faisant, ils répondent à une demande du marché de l'art, qui va aller croissante,.

### Un souffle romantique

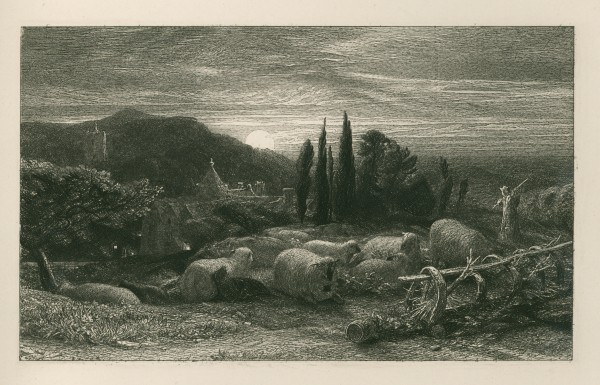
Samuel Palmer, The Rising Moon, éditée par The Etching Club en 1857.

Les principaux pays où se manifeste cette renaissance sont l'Angleterre, la Belgique, la France, les États-Unis (Boston et New York), l'Italie, les Pays-Bas, la Suisse, et plus tardivement, l'Allemagne et la Scandinavie.
Tandis que Edme-François Gersaint, Adam von Bartsch puis Claussin notamment entreprenaient un inventaire de l'œuvre gravé de Rembrandt permettant une redécouverte de son travail, on se doit de citer les productions de Boissieu, Léopold Robert et de Goya, qui toutes manifestent au cours des années 1780-1820 un attrait majeur pour l'eau-forte, la manière noire, l'aquatinte, ce dernier artiste produisant des suites remarquables, où les demi-teintes et les noirs restitués par l'acide et le vernis, fondent un univers obsessionnel et résolument singulier, composé de halos, d'aplats, de hachures ténues, tournant le dos à une « ligne claire » propre au néo-classicisme. Mais c'est du côté du goût pour le paysage, champêtre mais aussi urbain, que viendra un premier soubresaut, et ce goût s'illustre notamment en Angleterre, avec des artistes comme Samuel Palmer, John Sell Cotman, et John Crome. Dans la lignée de ceux-ci, est fondé en 1838 à Londres, The Etching Club, une société d'aquafortistes (en anglais : etchers) initiée par Charles West Cope, qui fut active jusqu'en 1878.

### L'eau-forte à la conquête du marché de l'art

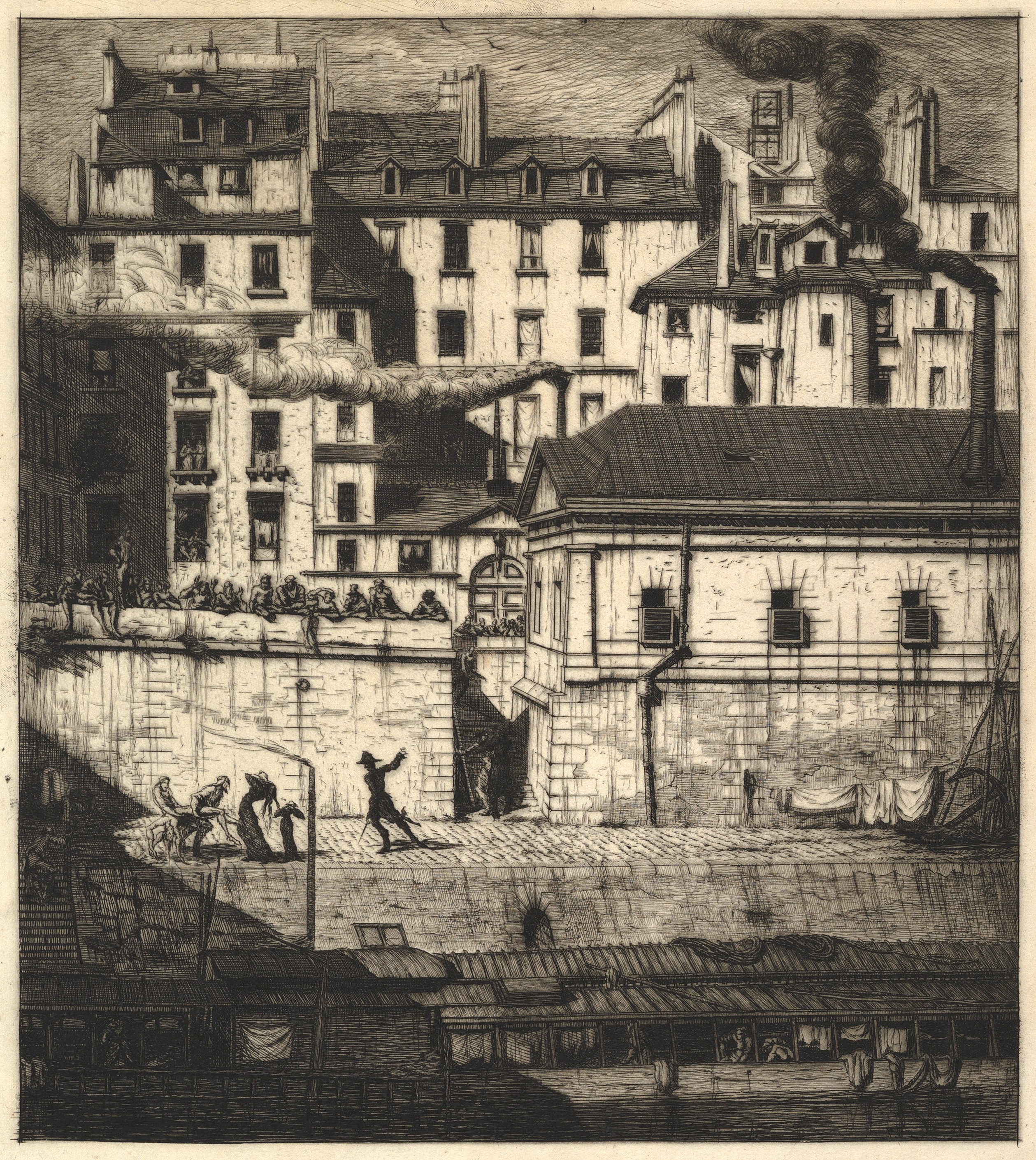
Charles Meryon, La Morgue, 1854.

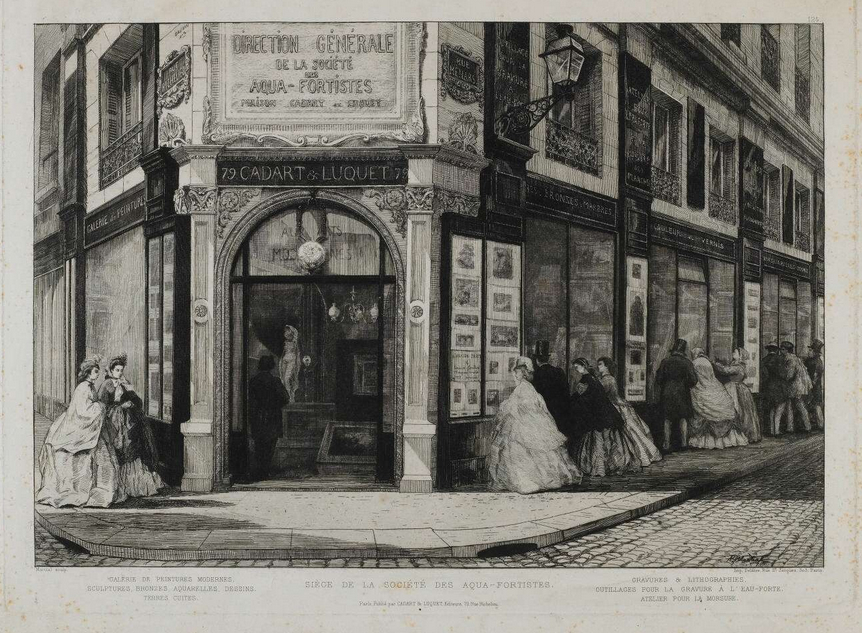
A.-P. Martial, Le siège de la Société des aquafortistes (vers 1865). L'entrée est au 79 de la rue de Richelieu.

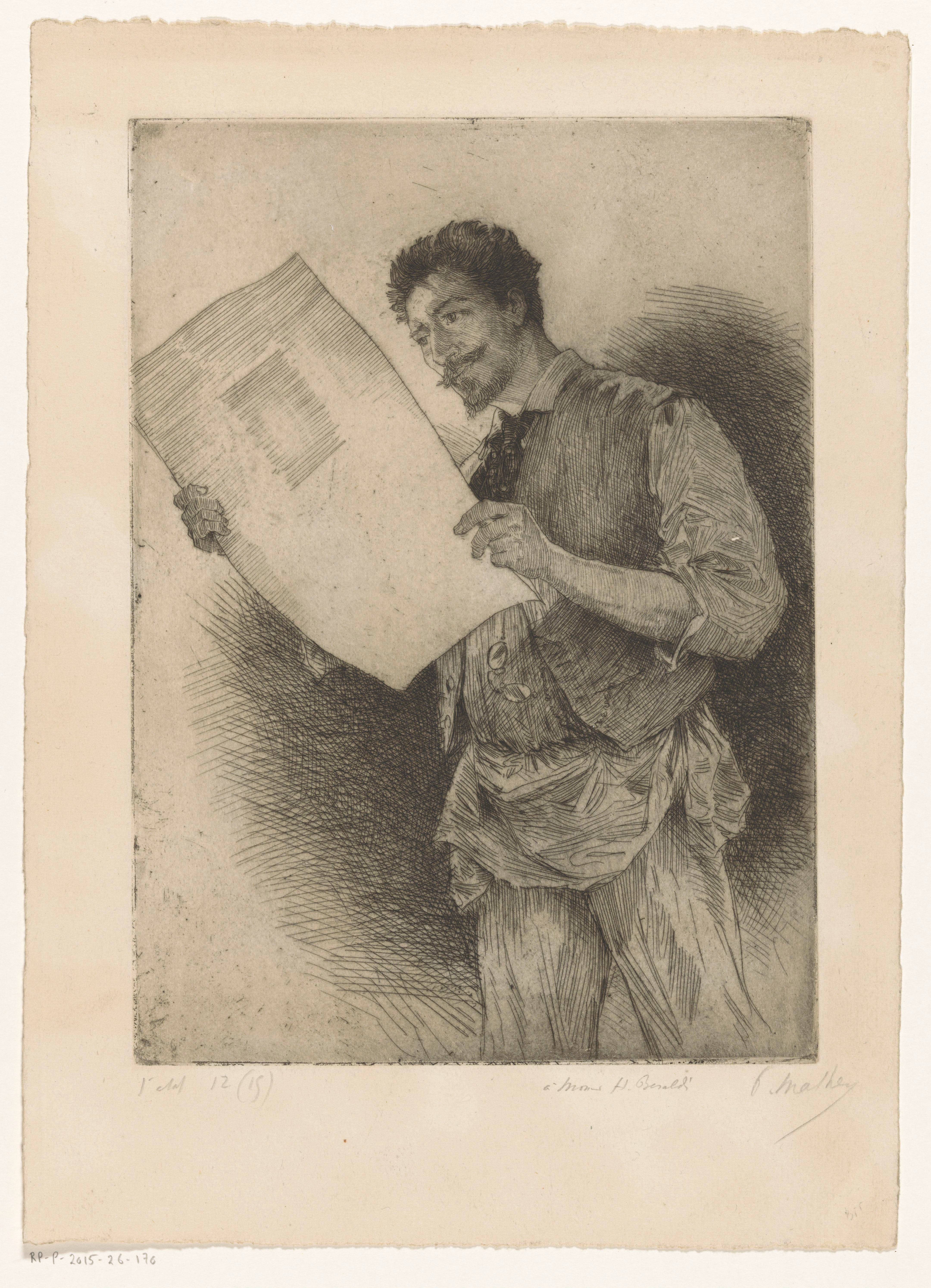
Paul Mathey, Félicien Rops dans son atelier regardant une épreuve, eau-forte, 1875.

En France, la découverte des paysages de John Constable lors d'une première exposition en 1821 produit un choc esthétique considérable. Ses œuvres sont bientôt traduites par l'aquafortiste David Lucas. À Paris, rue des Amandiers-Popincourt, vers 1838-1840, l'artiste Charles-François Daubigny va, d'abord timidement, employer le procédé de l'eau-forte pour exécuter quelques vignettes destinées à l'éditeur Léon Curmer ; ce sont des paysages, sans doute inspirés de motifs pris sur le vif. Daubigny fait partie d'un cercle d'artistes souvent réduit (à tort) à la seule ville de Barbizon, et son influence sera grande, on trouve dans son entourage Corot, Millet, et Charles Jacque, qui plus tard, expérimenteront la technique du cliché-verre,. Dans les années 1850, le travail unique de Charles Meryon, premier artiste uniquement aquafortiste, permet de découvrir des paysages urbains d'une grande puissance visuelle que salua Charles Baudelaire, en critique habituellement féroce. Mais l'élan commercial est donné en 1857 par une invention, la plaque de cuivre recouverte d'une fine couche d'acier par électroplacage, qui permet aux motifs gravés de résister plus longtemps à l'usure provoquée par la presse au moment de l'édition de l'estampe — à ne pas confondre avec la gravure sur acier, émergente à la même époque — ; de fait, la production sérielle d'une seule estampe peut augmenter, et son coût marginal baisser. Cette découverte intéresse bientôt les places de Londres, Paris et New York. Un an plus tôt, le jeune Félix Bracquemond commence à s'intéresser à l'eau-forte aux côtés de Paul Gavarni. Des essais sur supports passés par électroplacage sont tentés à Londres par Francis Seymour Haden et Whistler qui fondent une petite presse, mais peu concluante. En avril 1862, Baudelaire signe un article dans la Revue anecdotique des excentricités contemporaines intitulé « L'eau-forte est à la mode ». Quelques semaines plus tard, à Paris, Alfred Cadart lance la Société des aquafortistes, une entreprise commerciale qui va ouvrir boutique et vendre des eaux-fortes originales d'artistes, ainsi que du matériel pour graver, et proposer même des cours de gravure jusqu'en 1867. Cette entreprise se perpétuera jusqu'en 1881 sous la forme de deux nouvelles sociétés, « L'Illustration nouvelle » et « L'Eau-forte en... », qui doivent beaucoup à Bracquemond, Maxime Lalanne, Martial Potemont, et à des imprimeurs-graveurs comme Auguste Delâtre (qui admirait Meryon), Lemercier, Auguste Clot, et produiront plusieurs centaines d'estampes, contemporaines de l'émergence du courant impressionniste (Édouard Manet en fut membre). Le marché français de l'eau-forte semble alors définitivement installé. En 1866, Cadart et Luquet s'en vont fonder à New York le French Etching Club, qui reste la première association consacrée à l'eau-forte du continent américain. Ils organisent dans la foulée une exposition à la Leonard's Room de Boston, qui rassemble une centaine d'estampes. Le collectionneur américain Samuel P. Avery vit l'exposition et entreprit un voyage à Paris afin d'y acheter des eaux-fortes. En décembre 1869, inspirée par l'expérience française, est fondée à Bruxelles la Société internationale des aquafortistes, sous l'impulsion de Félicien Rops.
En 1863, Whistler emmène Alphonse Legros à Londres. Ce dernier connaissait Cadart et son associé Jules Luquet, lequel travaillait pour Gustave Courbet. Quand Legros devient professeur à la Slade School of Fine Art, il transmet à ses étudiants le goût et la pratique de l'eau-forte. Quant au Traité de la gravure à l'eau-forte de Lalanne (1866), il est traduit en anglais en 1880 et est largement diffusé en Angleterre et aux États-Unis.
Aux États-Unis, à Manhattan, est créé en 1877, le New York Etching Club : les premières eaux-fortes sortent d'une presse gérée à domicile chez le peintre paysagiste James David Smillie avec son associé, le graveur Robert Swain Gifford ; ils diffusent les travaux de leurs membres dans les pages du magazine The American Art Review publié en collaboration avec le musée des beaux-arts de Boston. Des associations similaires vont fleurir : à Boston (1881), Philadelphie, Cincinnati, Brooklyn, Chicago, jusqu'à la fondation d'une structure de dimension nationale, la Society of American Etchers (1888). Le marchand d'art newyorkais Frederick Keppel fait preuve d'un dynamisme hors-pair, et ce, dès 1868, accueillant des expositions de graveurs européens et américains, et établissant des liens forts avec des collectionneurs comme Atherton Curtis.
Alors que Paris connaît dans les années 1870 une véritable fièvre éditoriale aquafortiste avec des productions diligentées par Philippe Burty (Sonnets et eaux-fortes, 1869), Richard Lesclide et Frédéric Régamey, Londres voit la naissance de la Society of Painter-Etchers en 1880, sous la houlette de Francis Seymour Haden dont l'un des premiers membres est Alphonse Legros. En mai 1885, Paris répond par la formation de la Société des aquafortistes français, initiée par Auguste Laguillermie.
L'Italie, sous l'influence de Cadart, voit la naissance à Turin de L’Acquaforte en 1869, puis la fondation en 1874, d'une nouvelle association, Gli Acquafortisti, qui doivent beaucoup aux efforts du peintre-graveur Federigo Pastoris, d'Alfredo d'Andrade et Vittorio Avondo.
En Russie, Mihály Zichy fonde la Société des aquafortistes russes (Общество русских аквафортистов, 1871-1874) avec le peintre-graveur Lev Mihajlovič Žemčužnikov (1828-1912) et Andrej Ivanovič Somov (ru) (1830-1909) qui furent les premiers à réintroduire ce procédé à Saint-Pétersbourg.
Aux Pays-Bas, est fondé à Amsterdam le Nederlandsche Etsclub en 1885 par Antoon Derkinderen (en) (1859-1925), Jan Veth et Willem Witsen, qui éditent des eaux-fortes jusqu'en janvier 1896, entre autres de Marius Bauer, Floris Verster, Philippe Zilcken, Willem de Zwart.

### Entre couleurs timides et monochrome dominant

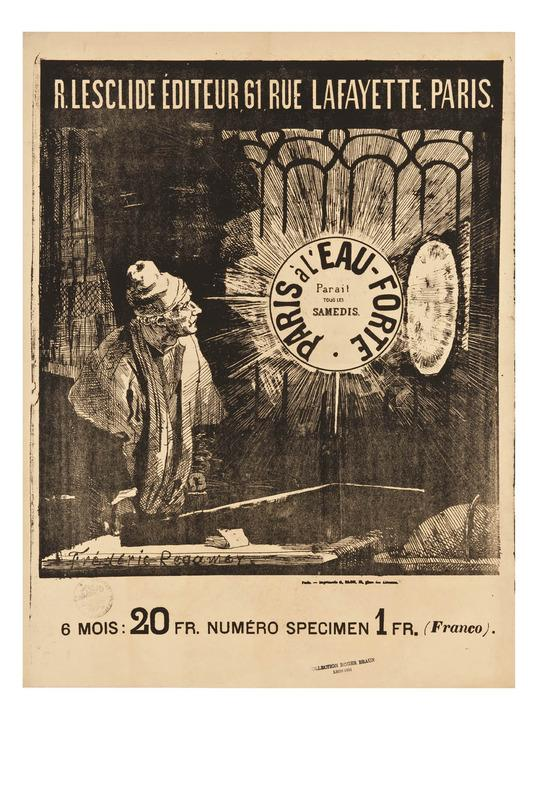
Publicité pour Paris à l'eau-forte, édité par Richard Lesclide et Frédéric Régamey (1875).

Dans les grandes métropoles occidentales, l'intérêt progressif pour, entre autres formes de créations, l’ukiyo-e, des bois colorés japonais, conduit Burty à forger le mot « japonisme » pour identifier ce véritable engouement qui s'empare du marché de l'art à partir de début des années 1870. L'art japonais, encore méconnu, révélait aussi des compositions calligraphiques et dessinées en noir sur blanc, convoquant l'usage du pinceau, de l'encre noire et du papier. Ainsi ces créations sont-elles réévaluées au cours de la première « Black & White Exhibition », tenue aux Dudley Galleries de Londres en 1872, aux côtés d'eaux-fortes exécutées par des artistes européens. De son côté, Lesclide organise en juillet 1876 à Paris chez Durand-Ruel une « première exposition d'ouvrages exécutés en noir et blanc » avec 745 œuvres présentées. Sur le plan commercial, c'est un échec, et Burty remet alors en question la nécessité d'exposer un mélange d'œuvres originales et des multiples. Cette démarche se poursuivra cependant. Paris organise à partir de 1885 une exposition internationale de blanc et noir. Les deux manifestations, anglaise et française, se renouvelleront plusieurs années de suite, avec plus ou moins de succès, et seront imitées en Espagne, aux États-Unis, en Italie, etc..

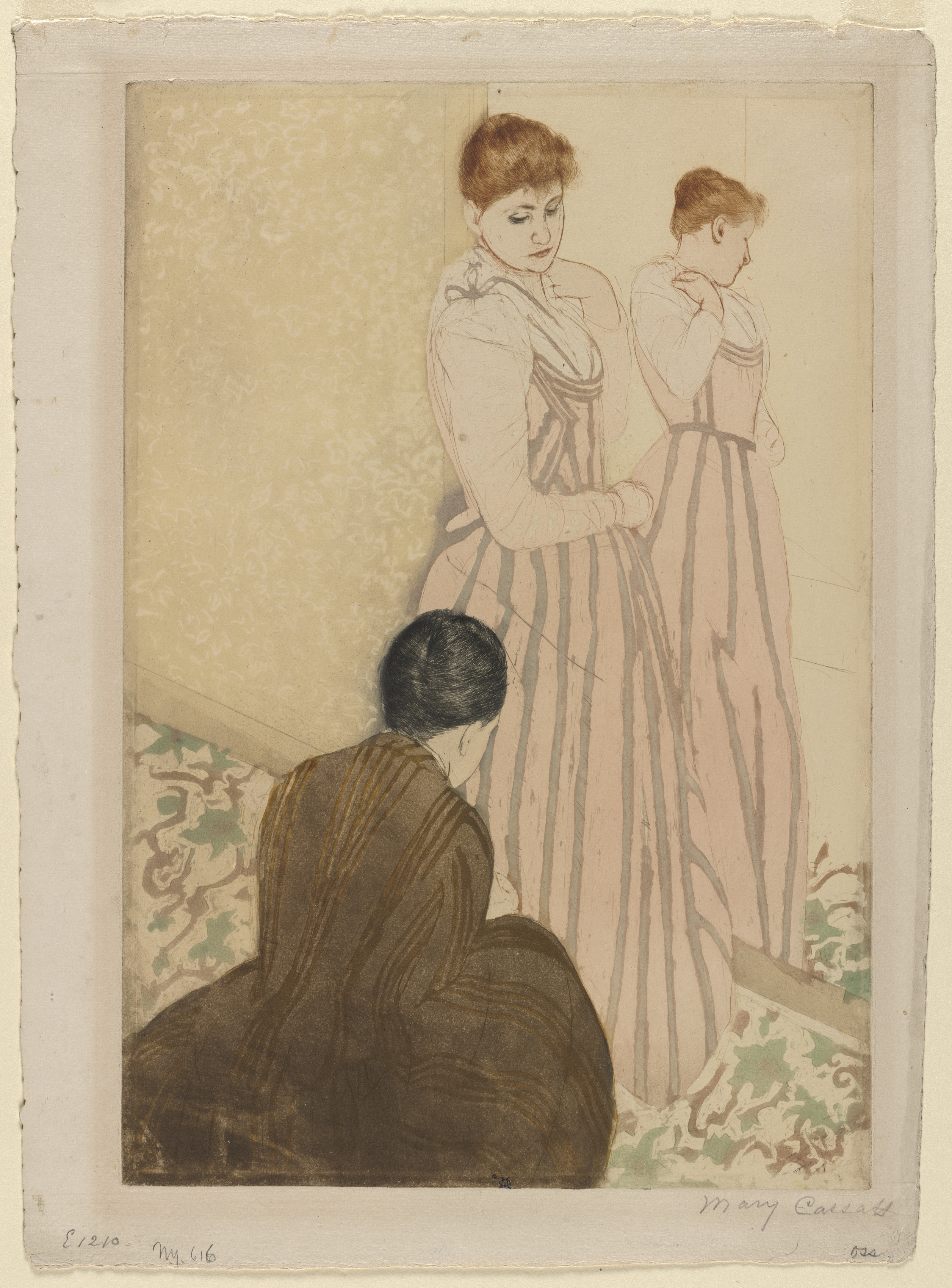
Mary Cassatt, L'Essayage, 1890, pointe sèche et aquatinte, rehaussée à la poupée.

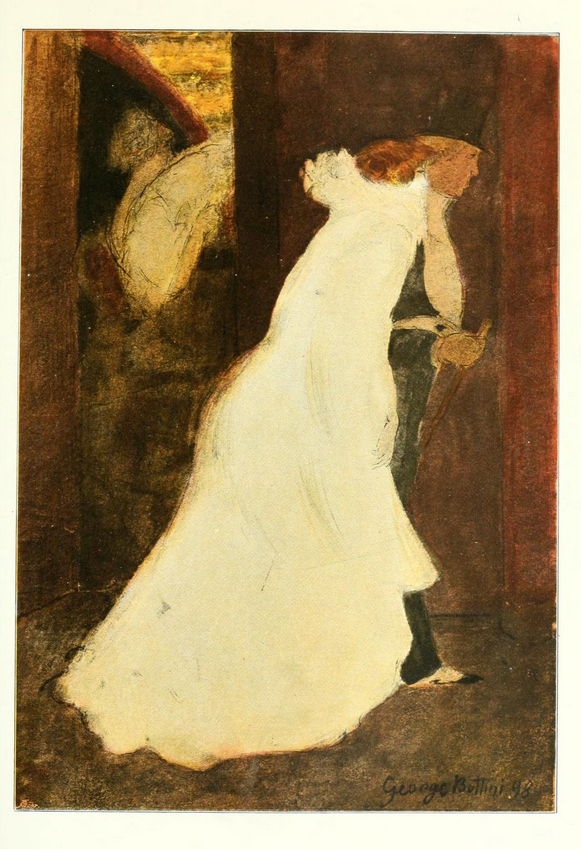
Sortie de théâtre par George Bottini, eau-forte (1898).

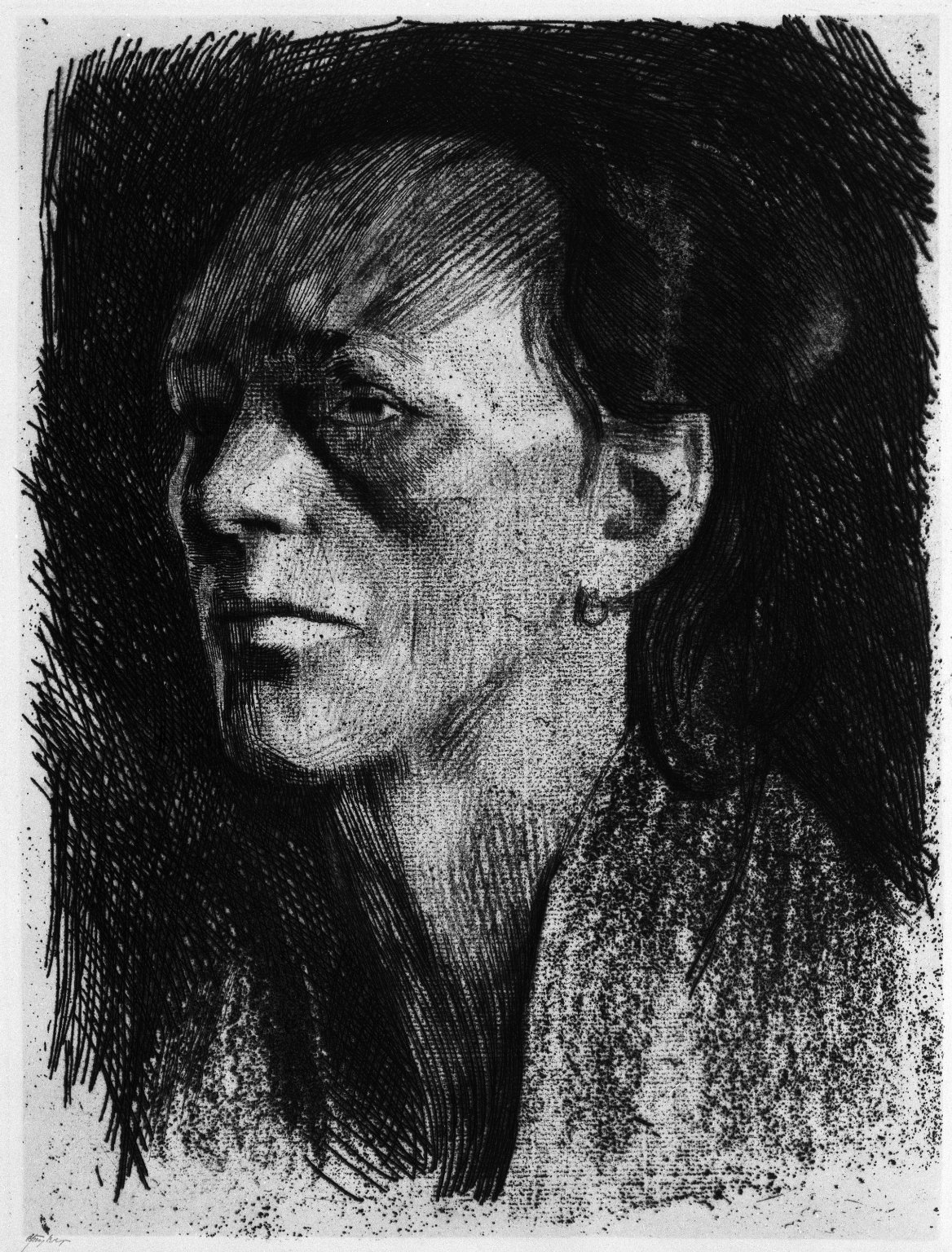
Käthe Kollwitz, Femme d'ouvrier avec boucle d'oreille, 1910, Brooklyn Museum.

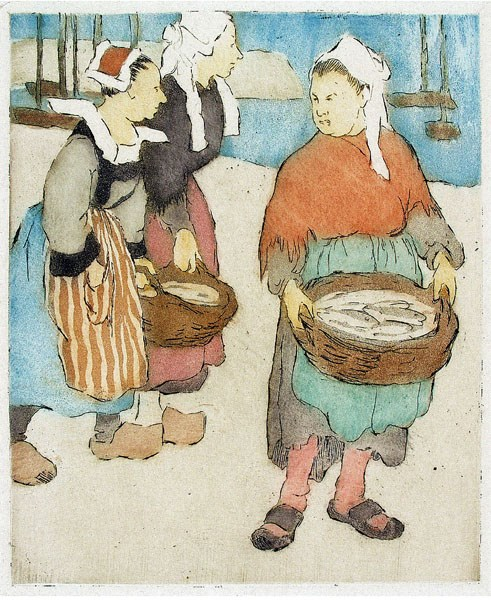
Maud Hunt Squire, Le Panier de poissons (1910, Musée départemental breton).

Après les expériences de la fin du siècle précédent, la reconquête de la couleur par l'eau-forte se révèlera difficile. Dans L'Art japonais (1883) publié par Louis Gonse chez Quantin, le peintre-graveur Henri Guérard fait figure de pionnier, en livrant plusieurs eaux-fortes en couleurs,. Entre 1888 et 1891, Siegfried Bing et Charles Gillot éditent Le Japon artistique (Paris, chez Émile Lévy).
Outre les tentatives de Camille Pissarro, le cas de Mary Cassatt est exemplaire : si l'esthétique de l'estampe japonaise l'influence fortement, elle n'adopte pas la technique de la gravure sur bois, elle leur préfère les techniques de taille-douce et pratique la pointe sèche, l'eau-forte et l'aquatinte. Son talent pour cette dernière technique, complexe, lui vaut une grande admiration de ses confrères. Lors de sa première exposition particulière chez Durand-Ruel en 1891, elle expose dix de ses eaux-fortes, qu'elle rehausse à la poupée sur une plaque unique. Son contemporain, le Belge Henri Evenepoel utilise les mêmes procédés. Un autre système consiste à encrer une couleur par plaque, et de graver autant de plaques que de couleurs, nécessitant une délicate réimposition au moment de l'impression. Cette difficulté technique explique en partie les travaux de l'ingénieur Michel Manzi : futur imprimeur et associé de Goupil & Cie, grand ami de Degas et Toulouse-Lautrec, aquafortiste obstiné, il jette les bases de la chromotypogravure, un procédé photomécanique permettant d’imprimer simultanément image, couleurs et texte ; c'est par Manzi que Degas s'essayera à l'eau-forte en couleurs,.
Au cours des années 1890, l'eau-forte attire toujours autant les peintres, mais bien moins que la lithographie en couleurs. Edward Munch s'y essaye durant son séjour à Berlin avant de lui préférer le dessin sur la pierre. Des périodiques commencent à paraître proposant des gravures, parmi lesquelles des aquatintes, qui restent cependant plus complexes et coûteuses à produire. Citons The Portfolio, lancé par Philip Gilbert Hamerton à Londres entre 1870 et 1893, qui se fait largement l'écho de productions convoquant cette technique (dont les manières noires de William Strang et de Stephen Parrish) ; pour Paris, alors que la revue La Plume lance un salon dédié aux multiples gravés et à des objets d'art à petit tirage en décembre 1893, paraît L'Estampe originale sous la direction d'André Marty entre 1893 et 1895, L'Épreuve de Maurice Dumont (1894-1895), L'Estampe nouvelle, à partir de 1897, initiée par Eugène Rodriguez-Henriques et Roger Marx, etc. Cette année-là, est fondée à Paris la Société des amis de l'eau-forte, où l'on trouve entre autres des productions de Bracquemond, Albert Besnard, Mac Laughlan. L'enthousiasme de marchands parisiens comme Edmond Sagot contribue à nourrir l'intérêt pour l'eau-forte. En 1904, le galeriste Georges Petit lance, à travers une Société dédiée qu'il fonde avec Jean-François Raffaëlli, le Salon annuel de la gravure originale en couleurs. En 1907, à Londres, un nouveau sursaut vient de Théodore Roussel et William Giles qui cofondent la Society of Graver-Printers in Color, exposant leurs productions expérimentales à la Goupil Gallery.
En Allemagne, l'édition de la revue Pan entre 1895 et 1900, permet, sous l'impulsion de Julius Meier-Graefe, d'éditer des eaux-fortes en couleurs parmi une centaine d'estampes,.
Tandis que la tradition du monochrome semble stagner, même si les tenants du symbolisme et de l'expressionnisme s'en emparent comme James Ensor, Max Klinger, voire Odilon Redon, on relève les productions en couleurs d'un Jacques Villon, qui produit des eaux-fortes en couleurs à partir de 1899 chez Eugène Delâtre, ainsi que les œuvres gravées d'Émile Dezaunay, d'Allan Österlind, ou de Malo-Renault. Aux États-Unis, John French Sloan, membre de l'Ash Can School, produit dès 1905 des eaux-fortes puissamment expressives qui influenceront toute une génération d'artistes américains. En 1909, Bertha Jaques fonde la Chicago Society of Etchers, qui va rassembler des centaines d'adhérents ; très dynamique, cette association, après guerre, va se détourner de l'avant-garde.

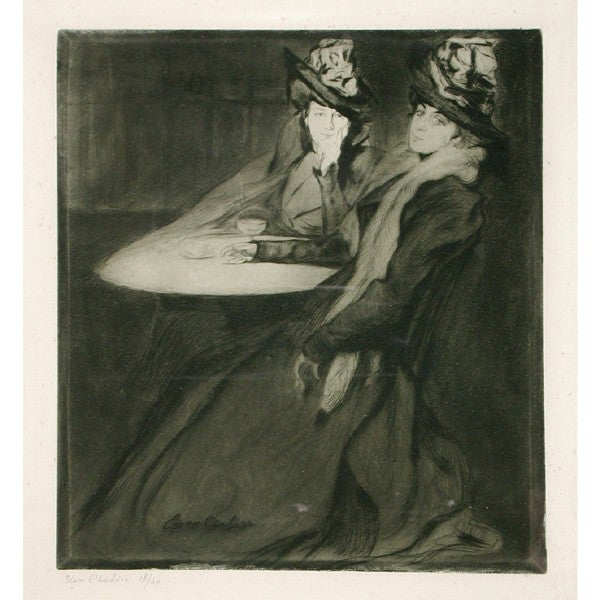
Edgar Chahine, Deux femmes à une table, eau-forte et pointe sèche, 1910.

Depuis 1897, Vittorio Pica, secrétaire de la Biennale de Venise, tente d'ouvrir cette manifestation à la gravure, aux productions en noir et blanc (Bianco e Nero). Ce fut une première pour ce pays. On y découvrit les eaux-fortes de Whistler et de Vittore Grubicy de Dragon. Au printemps 1914, est inaugurée à Florence la Galerie d'Art moderne par une exposition, la Mostra internazionale del Bianco e Nero (« Exposition internationale en blanc et noir »), qui permet aux institutions italiennes d'acquérir des estampes contemporaines ; elle présenta entre autres des eaux-fortes de Frank Brangwyn, Robert Charles Goff, Käthe Kollwitz, Alphonse Legros et Anders Zorn.

### Entre avant-garde et conservatisme

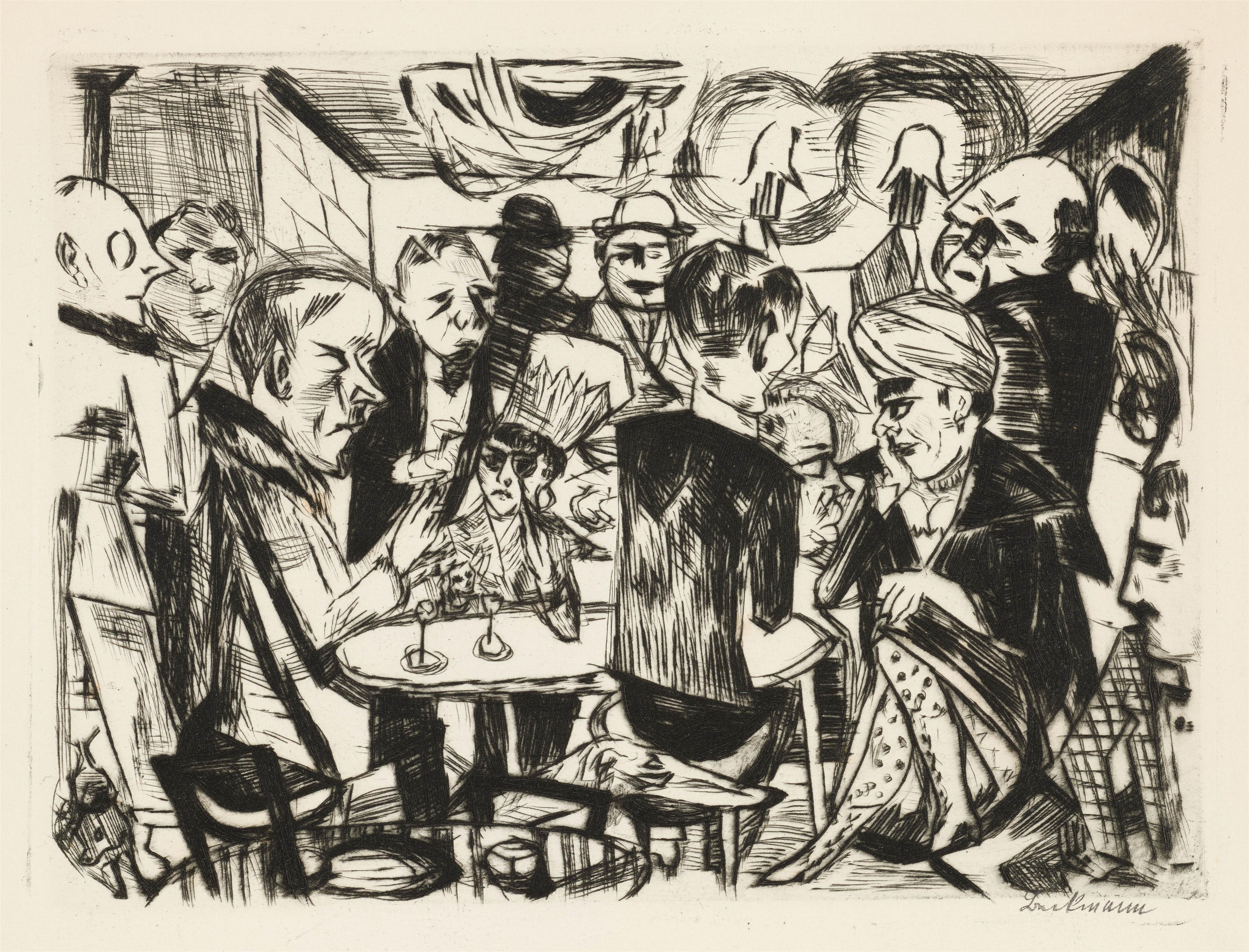
Max Beckmann, Kahlbaum, eau-forte, 1919.

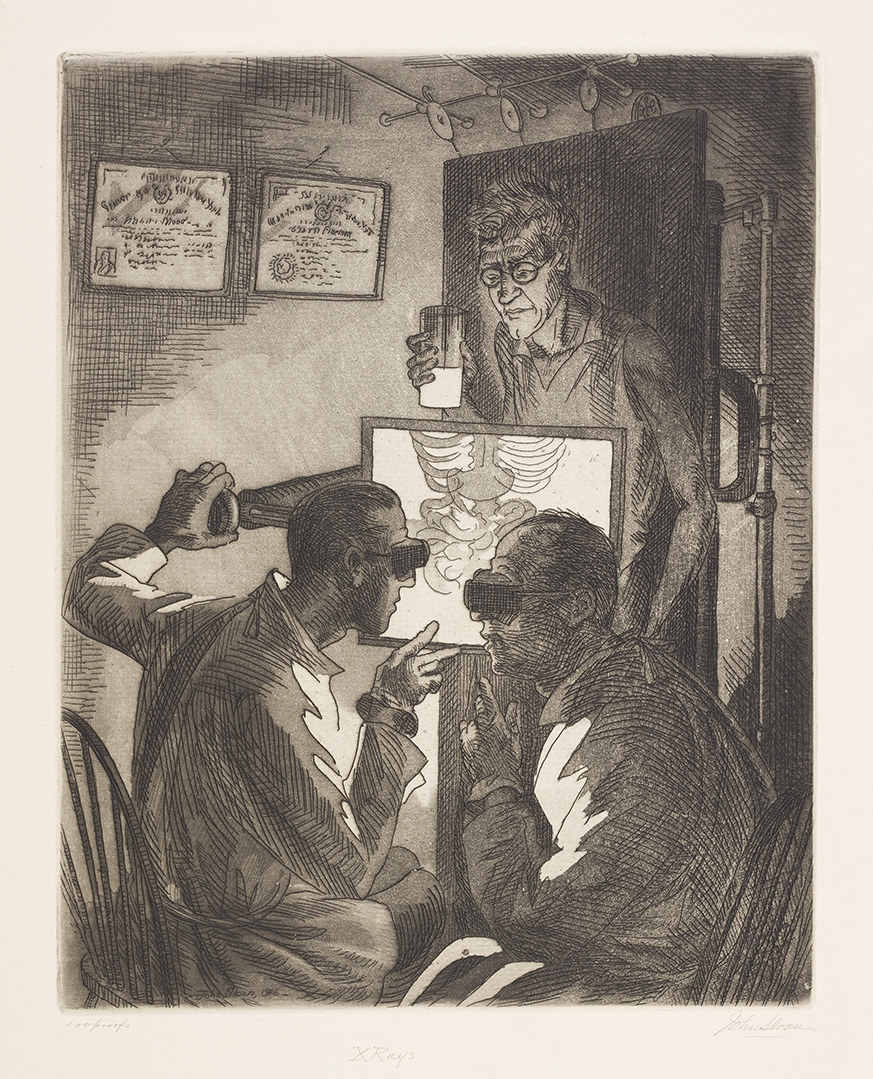
John French Sloan, X-Rays, eau-forte et aquatinte, 1926.

Durant la Grande Guerre, des artistes produisent des eaux-fortes d'une puissance remarquable, le procédé se prêtant aux représentations qui témoignent de l'agonie d'une époque et de la violence des situations. Parmi ceux-ci, on remarque les travaux de Max Beckmann, Otto Dix, Raphaël Freida, Charles Huard, Jeanniot, James McBey, Joseph Pennell, Steinlen,.
Durant l'entre-deux-guerres, et jusqu'en 1929, on assiste à un véritable « boom » sur le marché de l'art, les particuliers mais aussi les institutions se portent acquéreur de gravures contemporaines, et particulièrement d'eaux-fortes. Ainsi en est-il de Campbell Dodgson, chargé des acquisitions de gravures au British Museum, qui se montre très attentif à ces productions — entre autres celles de Muirhead Bone ou de séries produites en écho à la Guerre comme The Dance of Death. 1914-1918 de Percy John Smith (1882-1948). Un artiste américain comme Edward Hopper se fait l'écho enthousiaste dans sa pratique de l'eau-forte durant les années 1920-1925, avant de lui préférer un autre médium, la peinture. En France, Pierre Gusman fonde en 1921 la revue Byblis, miroir des arts du livre et de l'estampe qui éditera 154 estampes dont des eaux-fortes et des aquatintes d'Amédée Féau, Chahine, Marcellin Desboutin, Albert Váradi, etc. En 1930, après avoir travaillé pour Albert Skira (Les métamorphoses d'Ovide, eaux-fortes, 1928), Pablo Picasso reçoit commande du marchand Ambroise Vollard d'une suite d'eaux-fortes, une centaine tirée par Lacourière-Frélaut, que le peintre finit par livrer en 1937. Cette commande marque sans doute à la fois le sommet et aussi la fin de cette période dite de renaissance de l'eau-forte, élan brisé par la crise économique puis l'entrée en guerre.

## Pour approfondir